# 伊格列斯
伊格列斯，是西班牙阿拉贡自治区韦斯卡省的一个市镇。总面积19平方公里，总人口308人（2001年），人口密度16人/平方公里。